# Meliora
Meliora (lateinisch für: „besser“) ist das dritte Studioalbum der schwedischen Heavy-Metal-Band Ghost. Es wurde am 21. August 2015 über Spinefarm Records veröffentlicht und erreichte Platz eins der schwedischen und finnischen Albumcharts. Das Lied Cirice wurde bei den Grammy Awards 2016 in der Kategorie Best Metal Performance ausgezeichnet.

## Entstehung
Ende 2014 begann die Band mit der Arbeit an ihren dritten Studioalbum. Die Tournee zum Vorgängeralbum Infestissumam war gerade zwei Tage vorüber, als Ghost mit der Vorproduktion zu Meliora begonnen haben. Dabei ging es vor allem darum, von dem bislang geschriebenen neuen Liedern „überschüssiges Material auszusortieren“. Sänger Tobias Forge, der auf diesem Album das Pseudonym Papa Emeritus III verwendete, hatte neben Ideen für das Album Meliora bereits Ideen für das folgende Album Prequelle. Umgekehrt wurden für das Album auch Lieder verwendet, die bereits zu Zeiten des Debütalbums Opus Eponymous und Infestissumam, wie zum Beispiel Mummy Dust oder He Is.
Produziert wurde Meliora von Klas Åhlund, der zuvor überwiegend im Bereich der Popmusik wirkte und unter anderem mit Eagle-Eye Cherry, den Sugababes oder Katy Perry gearbeitet hat. Laut Tobias Forge hat Åhlund die gleichen musikalischen Interessen wie er und die anderem Bandmitglieder. Als die Band mit Åhlund Kontakt aufnahm, stellte sich heraus, dass er schon lange den Wunsch hatte, mit einer Heavy-Metal-Band zusammenzuarbeiten, bislang aber noch keine passende Band gefunden habe.

„Wir haben ihn natürlich nie darum gefragt, für uns zu komponieren. Klas konnte den Liedern seinen Stempel aufdrücken – was er auch gemacht hat. Und ich denke, dass sie im Endeffekt besser geworden sind.“

Aufgenommen wurde das Album in den Riksmixningsverket in Stockholm, den EastWest Studios und den Ameraycan Studios in Hollywood und dem The Village Studios in Los Angeles. Gemischt wurde Meliora von Andy Wallace während Brian Lucey das Mastering übernahm. Das Albumcover wurde von Zbigniew M. Bielak entworfen. Die limitierte LP-Version des Albums enthält als Bonus das Lied Zenith sowie einen Radio Edit von Cirice. Musikvideos wurden für die Lieder Ciricie, From the Pinnacle to the Pit und He Is gedreht.

## Hintergrund
Während es beim Debütalbum Opus Eponymous noch um die Ankunft und beim zweiten Album Infestissumam um die Präsenz des Antichristen geht, befassen sich die Lieder auf Meliora mit der Abwesenheit Gottes. Laut einem der namenlosen Ghule befassen sich die Texte mit der Leere die entsteht, wenn es keinen Gott gibt und niemand da ist, der einem helfen kann. Ein weiteres Mitglied fügte hinzu, dass es auch um den modernen Menschen geht, der auf der Suche nach dem Sinn des Lebens ist.
Das Lied He Is ist Selim Lemouchi von der Band The Devil’s Blood gewidmet. Einer der namenlosen Ghule spielte ihm im Jahre 2010 eine Demoversion des Liedes vor und erwähnte, dass er sich unsicher sei, ob das Lied zu Ghost passen würde. Lemouchi erwiderte, dass Ghost eine „Bande von Idioten“ wären, wenn sie dieses Lied nicht aufnehmen würden. Im Jahr 2014 nahm Lemouchi sich das Leben. Der Text von He Is befasst sich mit Liebe und Tod, Hingabe und Leidenschaft.
Majesty hat laut einem der namenlosen Ghule zwei Bedeutungen. Zum einen wäre es eine Hymne auf den dunklen Gott der Unterwelt. Andererseits malt das Lied ein Bild von einer Gruppe Menschen, die in einer zerstörten Welt eine Autorität idolisieren, die klar auf die Menschen herunterblickt. Die Menschen würden jemanden lieben, der nur Hass zurückgibt. Cirice und Devil Church waren ursprünglich ein neunminütiges Instrumental. Erst als sich ein Refrain ergab wurden die Lieder nicht zuletzt auf Vorschlag von Klas Åhlund voneinander getrennt.

## Rezeption

### Rezensionen
Für Thorsten Zahn vom deutschen Magazin Metal Hammer glänzt Meliora mit „Synthie-Pomo, Klavierkitsch, unwiderstehlichen Chören und satanischen Texten so süß wie Bienenhonig. Ghost bieten mit Meliora die perfekte Okkult-Metal-Messe mit der ausgewogenen Mischung an Humor und Ernsthaftigkeit“. Zahn vergab sieben von sieben Punkten. Rezensentin Suzy vom österreichischen Onlinemagazin Stormbringer schrieb das Ghost mit Meliora „den Weg zur infernalen Herrschaft gefunden zu haben“. „Elegant würden hier Blue Öyster Cult mit ABBA vermischt und King Diamond habe auch vorbeigeschaut“. Für das „karrieredefinierende“ Album vergab sie fünf von fünf Punkten. Kritischer zeigte sich Andy O’Connor vom Onlinemagazin Pitchfork Media. Meliora würde „die stimmliche Limitiertheit von Sänger Tobias Forge aufzeigen“. Abgesehen von drei Titeln wäre „kein Lied essentiell oder bereit für Headlinerauftritte bei Festivals“. O’Connor vergab 6,2 von zehn Punkten.

### Musikpreise
Neben dem Grammy Award gewannen Ghost bei dem schwedischen Musikpreis Grammis in der Kategorie Bestes Hard-Rock-/Metal-Album. Bei den Bandit Rock Awards des schwedischen Radiosenders Bandit Rock gewannen Ghost in den Kategorien Beste schwedische Band, Beste schwedische Liveband und Bestes schwedisches Album. Bei den Loudwire Music Awards des US-amerikanischen Onlinemagazins Loudwire gewannen Ghost in den Kategorien Bestes Metal-Album und Bester Bassist.

## Kommerzieller Erfolg

### Chartplatzierungen
| ChartsChartplatzierungen       | Höchstplatzierung | Wochen |
| ------------------------------ | ----------------- | ------ |
| Deutschland (GfK)              | 19 (3 Wo.)        | 3      |
| Finnland (IFPI)                | 1 (51 Wo.)        | 51     |
| Schweden (GLF)                 | 1 (54 Wo.)        | 54     |
| Österreich (Ö3)                | 41 (1 Wo.)        | 1      |
| Schweiz (IFPI)                 | 14 (2 Wo.)        | 2      |
| Vereinigte Staaten (Billboard) | 8 (3 Wo.)         | 3      |
| Vereinigtes Königreich (OCC)   | 23 (2 Wo.)        | 2      |

| ChartsJahrescharts (2015) | Platzierung |
| ------------------------- | ----------- |
| Schweden (GLF)            | 11          |

| ChartsJahrescharts (2016) | Platzierung |
| ------------------------- | ----------- |
| Schweden (GLF)            | 39          |

Meliora erreichte als zweites Album der Band Platz eins der schwedischen Albumcharts. Die Single He Is erreichte Platz 64 der schwedischen Singlecharts.

### Auszeichnungen für Musikverkäufe
| Land/Region                  | Auszeichnungen für Musikverkäufe (Land/Region, Auszeichnung, Verkäufe) | Verkäufe |
| ---------------------------- | ---------------------------------------------------------------------- | -------- |
| Kanada (MC)                  | Gold                                                                   | 40.000   |
| Schweden (IFPI)              | Platin                                                                 | 40.000   |
| Vereinigtes Königreich (BPI) | Silber                                                                 | 60.000   |
| Insgesamt                    | 1× Silber · 1× Gold · 1× Platin ·                                      | 140.000  |

Auch die Single He Is erhielt in Schweden Platin. Die Single Cirice erhielt im Juni 2022 Gold in den Vereinigten Staaten und im Dezember 2023 Gold in Kanada.

## Meliora Redux
Im September 2016 wurde das Album unter dem Titel Meliora Redux in einer limitierten Auflage veröffentlicht. Dabei wurde die Tracklist des Albums um das Lied Zenith erweitert. Eine zweite CD enthält die komplette – zeitgleich auch einzeln veröffentlichte – EP Popestar, welche fünf weitere Songs beinhaltet, darunter vier Cover-Songs. Meliora Redux erreichte Platz fünf der schwedischen Albumcharts.